# Вотервил (Охајо)
Вотервил (енгл. Waterville) град је у америчкој савезној држави Охајо.

## Демографија
По попису из 2010. године број становника је 5.523, што је 695 (14,4%) становника више него 2000. године.
| Група             | 2000.         | 2010.         |
| Белци             | 4.694 (97,2%) | 5.250 (95,1%) |
| Афроамериканци    | 7 (0,1%)      | 25 (0,5%)     |
| Азијати           | 17 (0,4%)     | 53 (1,0%)     |
| Хиспаноамериканци | 65 (1,3%)     | 151 (2,7%)    |
| Укупно            | 4.828         | 5.523         |